# Lista siturilor arheologice din județul Caraș-Severin - N
Lista siturilor arheologice din județul Caraș-Severin - N conține toate siturile arheologice din județul Caraș-Severin înscrise în Repertoriul Arheologic Național (RAN) și aflate în localități al căror nume începe cu litera N. RAN este administrat de Ministerul Culturii și Patrimoniului Național și cuprinde date științifice, cartografice, topografice, imagini și planuri, precum și orice alte informații privitoare la zonele cu potențial arheologic, studiate sau nu, încă existente sau dispărute.
Puteți căuta un sit din localitățile care încep cu litera N folosind formularul de mai jos sau puteți naviga prin toate siturile din județ la Lista siturilor arheologice din județul Caraș-Severin.
| Cod RAN                               | Denumire | Localitate                    | Adresă           | Datare       | Descoperit | Coordonate | Imagine           | Erori            |
| ------------------------------------- | --- | ----------------------------- | ---------------- | ------------ | ---------- | ---------- | ----------------- | ---------------- |
| 53354.01.01 (Cod LMI: CS-I-s-B-10862) | Situl arheologic de la Naidăș - "Valea Călugărei" / ansamblu anonim (Categorie: construcție de cult) (Tip: Biserică)               | sat Naidăș, comuna Naidăș     | Valea Călugărei  |              |            |            | Încărcați imagine | Raportați eroare |
| 53354.01.02 (Cod LMI: CS-I-s-B-10862) | Situl arheologic de la Naidăș - "Valea Călugărei" / ansamblu anonim (Categorie: construcție de cult) (Tip: Așezare)                | sat Naidăș, comuna Naidăș     | Valea Călugărei  |              |            |            | Încărcați imagine | Raportați eroare |
| 52017.01.01                           | Situl arheologic de la Niculinț - "Daia Parte" / ansamblu anonim (Categorie: neprecizată) (Tip: Așezare)                           | sat Nicolinț, comuna Ciuchici | Daia Parte       |              |            |            | Încărcați imagine | Raportați eroare |
| 52017.01.02                           | Situl arheologic de la Niculinț - "Daia Parte" / ansamblu anonim (Categorie: neprecizată) (Tip: neprecizat)                        | sat Nicolinț, comuna Ciuchici | Daia Parte       | sec. IV      |            |            | Încărcați imagine | Raportați eroare |
| 52017.01. 03                          | Situl arheologic de la Niculinț - "Daia Parte" / ansamblu anonim (Categorie: neprecizată) (Tip: Așezare)                           | sat Nicolinț, comuna Ciuchici | Daia Parte       |              |            |            | Încărcați imagine | Raportați eroare |
| 52017.01. 04                          | Situl arheologic de la Niculinț - "Daia Parte" / ansamblu anonim (Categorie: neprecizată) (Tip: Așezare)                           | sat Nicolinț, comuna Ciuchici | Daia Parte       |              |            |            | Încărcați imagine | Raportați eroare |
| 52017.02.01                           | Situl arheologic de la Niculinț- Crăguieț / ansamblu anonim (Categorie: locuire) (Tip: Așezare)                                    | sat Nicolinț, comuna Ciuchici | Crăguieț         |              |            |            | Încărcați imagine | Raportați eroare |
| 52017.02.02                           | Situl arheologic de la Niculinț- Crăguieț / ansamblu anonim (Categorie: locuire) (Tip: Așezare)                                    | sat Nicolinț, comuna Ciuchici | Crăguieț         | sec. IV      |            |            | Încărcați imagine | Raportați eroare |
| 52017.02.03                           | Situl arheologic de la Niculinț- Crăguieț / ansamblu anonim (Categorie: locuire) (Tip: Așezare)                                    | sat Nicolinț, comuna Ciuchici | Crăguieț         |              |            |            | Încărcați imagine | Raportați eroare |
| 52017.03.01                           | Mormintele medievale de la Nicolinț - "Râpa galbenă" / ansamblu anonim (Categorie: descoperire funerară) (Tip: Morminte)           | sat Nicolinț, comuna Ciuchici | Râpa galbenă     | sec. XII-XIV |            |            | Încărcați imagine | Raportați eroare |
| 53354.02.01                           | Așezarea daco-romană de la Naidăș / ansamblu anonim (Categorie: locuire) (Tip: Așezare)                                            | sat Naidăș, comuna Naidăș     |                  | sec. III-IV  |            |            | Încărcați imagine | Raportați eroare |
| 52017.04.01                           | Așezarea de epoca bronzului de la Nicolinț - Dealul Bisericii / ansamblu anonim (Categorie: locuire) (Tip: Așezare)                | sat Nicolinț, comuna Ciuchici | Dealul Bisericii |              |            |            | Încărcați imagine | Raportați eroare |
| 52017.05.01                           | Așezarea din epoca medievală de la Nicolinț - Săliște / ansamblu anonim (Categorie: locuire) (Tip: Așezare)                        | sat Nicolinț, comuna Ciuchici | Săliște          |              |            |            | Încărcați imagine | Raportați eroare |
| 52017.06.01                           | Mormintele de epocă necunoscută de la Nicolinț - Câmpul de Jos / ansamblu anonim (Categorie: descoperire funerară) (Tip: Morminte) | sat Nicolinț, comuna Ciuchici | Câmpul de Jos    |              |            |            | Încărcați imagine | Raportați eroare |